# George William Mackey
George William Mackey (ur. 1938, zm. 2 stycznia 2006), polityk Bahamów, członek rządu i parlamentu.
Działał w Postępowej Partii Liberalnej, w latach 1969-1972 pełnił funkcję jej przewodniczącego. W latach 1972–1997 zasiadał w Zgromadzeniu Narodowym Bahamów, w latach 1987-1992 był ministrem budownictwa w rządzie Lyndena Pindlinga. Cieszył się uznaniem jako działacz społeczny i kulturalny po odejściu z parlamentu.
Zmarł w wieku 67 lat po chorobie nowotworowej.